# Weddell Arm
Weddell Arm är en udde i Antarktis. Den ligger i Östantarktis. Australien gör anspråk på området.
Terrängen inåt land är platt. Havet är nära Weddell Arm åt nordväst. Trakten är glest befolkad. Närmaste befolkade plats är Davis Station, 7,5 kilometer sydväst om Weddell Arm. 